# Van Dale Uitgevers
Van Dale Lexicografie bv (ook wel Van Dale) is een uitgeverij van woordenboeken, gevestigd in Antwerpen en Utrecht. De uitgeverij is genoemd naar Johan Hendrik van Dale (1828–1872), de grondlegger van het bekendste Nederlandse woordenboek in zijn huidige vorm.
Van Dale Lexicografie werd opgericht als werkmaatschappij van Kluwer. In maart 1999 maakte de uitgeverij zich los van het Wolters Kluwer-concern en werd zij een zelfstandig onderdeel binnen uitgeversgroep Veen Bosch & Keuning Uitgevers.

## Uitgaven
Van Dale is vooral bekend als uitgever van het Van Dale Groot woordenboek van de Nederlandse taal, beter bekend als de Dikke Van Dale, ook toegankelijk via de website vandale.nl. Andere uitgaven zijn een woordenboek Hedendaags Nederlands, vertaalwoordenboeken voor moderne vreemde talen, een idioomwoordenboek en een serie praktijkgidsen (waaronder het Stijlboek NRC Handelsblad uit 2000 en het Stijlboek VRT uit 2004). Ook de woordenboeken die onder de vlag van Koenen verschijnen (zoals een verklarend woordenboek en enkele vertaalwoordenboeken) komen uit de stal van Van Dale Lexicografie. Er is ook een Dunne Van Dale op cd-rom uitgebracht.

## Beeldmerk
De naam 'Van Dale', die in zwierige letters alle uitgaven van Van Dale Lexicografie siert, is een gestileerde weergave van de handtekening van Johan Hendrik van Dale. Dit beeldmerk is voor het eerst gebruikt bij de vijfde druk van het verklarende woordenboek uit 1914.

## Woord van het jaar
Jaarlijks voegt Van Dale nieuwe woorden toe die met name in de media gebruikt worden en vaak komen uit de mond van politici met creatief taalgebruik. In 2007 heeft Van Dale voor het eerst het Woord van het jaar gekozen.